# Aulonemia nitida
Aulonemia nitida là một loài thực vật có hoa trong họ Hòa thảo. Loài này được Judz. mô tả khoa học đầu tiên năm 2005.